# Маянга
Маянга (балка Мокрая Маянга) — река в России, протекает в Саратовской области.
Устье реки находится в 19 километрах от устья по левому берегу реки Большой Иргиз. Длина реки — 62 километра. Площадь водосборного бассейна — 361 км².

## Данные водного реестра
По данным государственного водного реестра России относится к Нижневолжскому бассейновому округу, водохозяйственный участок реки — Большой Иргиз от Сулакского гидроузла и до устья. Речной бассейн реки — Волга от верхнего Куйбышевского водохранилища до впадения в Каспий.
Код объекта в государственном водном реестре — 11010001712112100010150.